# Saybuscher Land

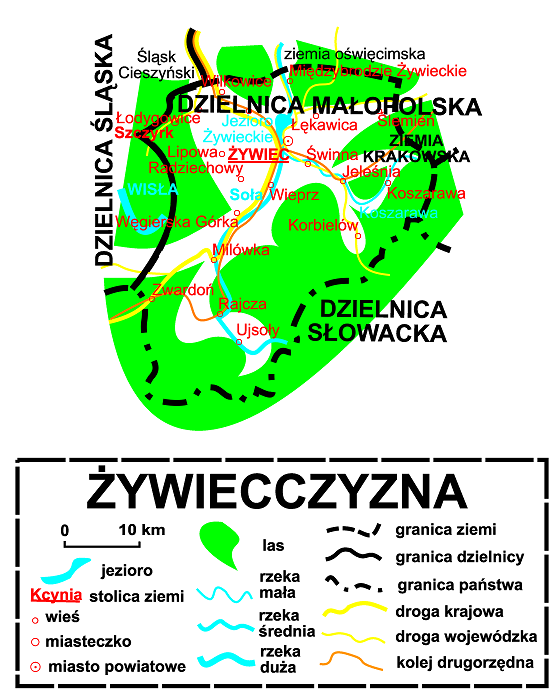
Karte

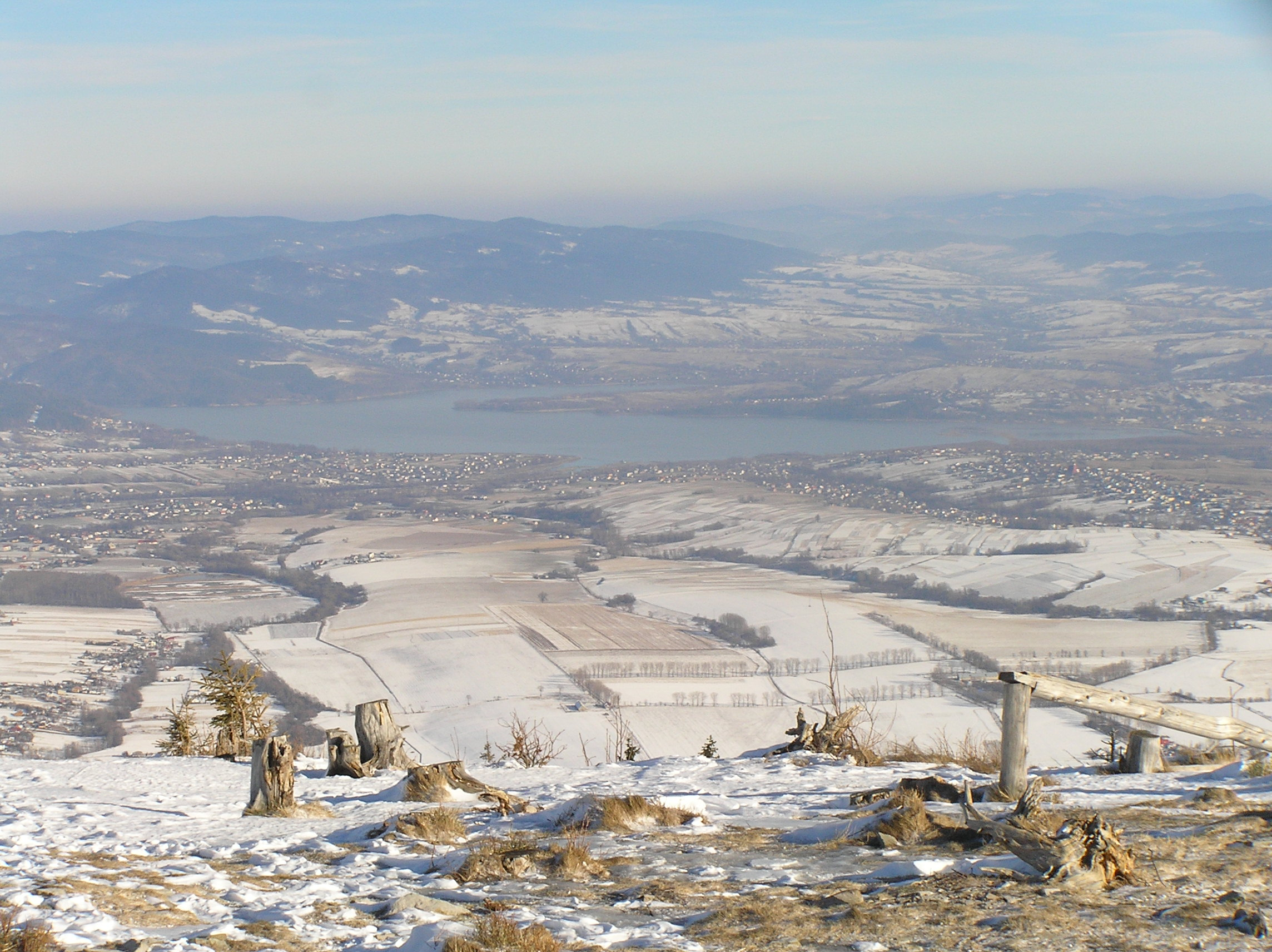
Saybuscher Becken

Das Saybuscher Land (polnisch Żywiecczyzna) ist eine historische Region in Kleinpolen in den Westbeskiden. Namensgebend ist die Stadt Żywiec (Saybusch) im Saybuscher Becken (Kotlina Żywiecka). Neben diesem gehören auch die dem Becken zugeneigten Hänge der Schlesischen Beskiden, der Kleinen Beskiden, der Makower Beskiden sowie die ganzen Saybuscher Beskiden zum Saybuscher Land. Der wichtigste Fluss des Saybuscher Landes ist die Soła.

## Geschichte
Auf dem Hügel Grojec befand sich in der Antike eine keltische Festung, die im Frühmittelalter zu einer westslawischen Festungsanlage ausgebaut wurde. Während des polnischen Partikularismus um 1177 das noch schwach besiedelte Saybuscher Becken als Teil der Auschwitzer Kastellanei aus Kleinpolen bzw. dem Herzogtum Krakau ausgegliedert wurde und zum schlesischen Herzogtum Ratibor fiel, obwohl das Gebiet immer im Bistum Krakau blieb. 1315 wurde das Herzogtum Auschwitz mit Saybusch aus dem Herzogtum Teschen ausgegliedert. Seit 1327 stand das Herzogtum unter Lehnsherrschaft des Königreichs Böhmen. Zu dieser Zeit wurde das Gebiet auch teilweise von deutschen Siedlern besiedelt (z. B. Rychwałd). Im Jahr 1445 wurde das Weichbild von Saybusch im Satz in unserm Zeywisschem weigbilde gelegen erstmals erwähnt. Das Weichbild wurde kurz danach aus dem Herzogtum Auschwitz als das Land Saybusch (polnisch Państwo Żywieckie) ausgegliedert. Das private Land bestand bis zum Jahr 1944 (ab 1838 im Besitz der Teschener Habsburger), administrativ mit Rest des Herzogtums Auschwitz-Zator 1569 als der Kreis Schlesien in die polnisch-litauische Adelsrepublik angegliedert. Damit wurde das Saybuscher Land zur südwestlichsten Region Kleinpolens bzw. der Woiwodschaft Krakau bis zu der Ersten Polnischen Teilung. Im Zuge der sogenannten walachischen Kolonisation wurden zahlreiche neue Hirtensiedlungen im Gebirge gegründet. Die Walachen machten schon in der zweiten Hälfte des 16. Jahrhunderts einen bedeutenden Anteil der Bevölkerung aus und verbreiteten den Lebensstil, der heute am meisten mit der Kultur des Saybuscher Landes verknüpft wurde – der Saybuscher Goralen.
1772 kam es als Teil Galiziens (1780 war Żywiec mit 2564 die größte Stadt Myslenicer Kreises, später Sitz des gleichnamigen Bezirkes) an die Habsburger. Nach dem Ersten Weltkrieg kam die Region wieder an Polen und an die Woiwodschaft Krakau. Von 1975 bis 1998 gehörte das Gebiet zur Woiwodschaft Bielsko-Biała und wurde deswegen umgangssprachlich oft als Teil der Landschaft Podbeskidzie (Beskidenvorland) betrachtet. Derzeit ist sie zum großen Teil Teil der Woiwodschaft Schlesien. Der östliche kleinere Teil gehört zur Woiwodschaft Kleinpolen.

## Kultur
Das Saybuscher Land wird u. a. von den polnischen Saybuscher Goralen bewohnt, die den kleinpolnisch–goralischen Dialekt sprechen. Die Stadtbürger von Żywiec/Saybusch hatten eigene spezifische Tracht und Mundart.